# Японский мон

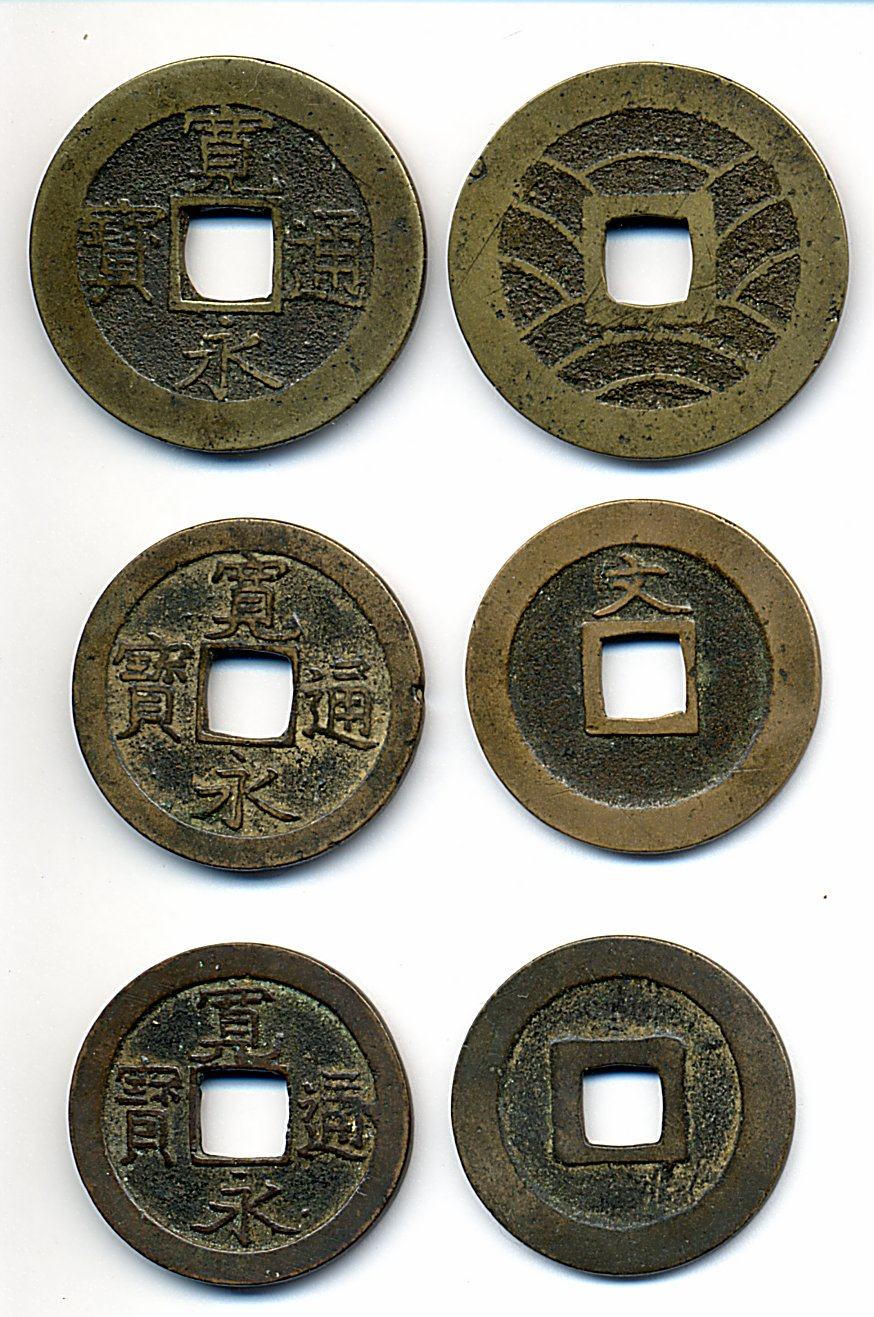
Канъэйцухо достоинством 4 мона (верхний ряд) и 1 мон (средний и нижний ряды)

Мон (яп. 文) — японская денежная единица, имевшая хождение с середины XII века по 1870 год. Происходит от китайского цяня, аналогичен корейскому муну и вьетнамскому вану.

## Употребление слова
В Японии нет разграничения между понятиями мон и цянь, китайская денежная единица в Японии также называется мон. В самой Японии мон — это денежная единица китайского мира, использовавшаяся в том числе и в Японии. Кроме этого, мон является единицей измерения длины подошвы таби (1 мон = 2,4 сантиметра).

## Монеты
Вначале в качестве монет номиналом 1 мон использовались китайские монеты:
- сосэн (яп. 宋銭 со:сэн, букв. «монеты империи Сун») — китайские монеты, ввозимые в Японию с середины XII века.
- эйракуцухо (яп. 永楽通宝 эйракуцу:хо:) — китайские монеты, полученные Японией в результате японско-минской торговли в период Муромати[1].

В период Эдо началась централизованная чеканка медных монет в самой Японии. Широко распространёнными монетами были:
- канъэйцухо (яп. 寛永通宝 канъэйцу:хо:, букв. «монеты канъэй») — японские медные монеты[англ.], имевшие хождение с 1636[3] по 1870 год[4]. Канъэйцухо чеканились номиналом 1 и 4 мон.
- тэмпоцухо (яп. 天保通宝 тэмпо:цу:хо:, букв. «монеты тэмпо») — японские медные монеты овальной формы номиналом 100 мон, имевшие хождение с 1835 по 1870 год.

На большинстве монет нет никаких символов чеканивших их монетных дворов, иногда встречается единственный иероглиф в верхней части реверса.

## История
С середины XII века из Китая в Японию в больших количествах начали проникать монеты, которые стали использоваться в качестве валюты с номиналом 1 мон. Первоначально монеты официально не признавались, однако уже в XIII веке сёгунат Камакура и императорский двор официально признали платёжеспособность китайских монет. Начался обмен риса, шёлка и ткани на монеты. Также с XIII века взималась монетами ежегодная дань. В XVI веке поток монет из Китая в Японию снизился, а спрос на монеты продолжал возрастать. Япония начала чеканить золотые и серебряные монеты. В 1601 году была введена денежная система Токугава, устанавливающая обменный курс между разными монетами (стандартизированный официальный обменный курс был установлен в 1608 году). В 1636 году в Японии началась чеканка медных монет канъэйцухо: с 1636 по 1867 год чеканились монеты номиналом 1 мон, с 1768 по 1860 год номиналом 4 мона. С 1835 по 1870 год чеканились медные монеты тэмпоцухо номиналом 100 мон.
В середине 1870-х годов японское правительство отправило несколько гружёных монетами (как японской, так и китайской чеканки) кораблей в Гуанчжоу, где они были сбыты у торговцев.
Первые японские почтовые марки 1871 года имели номинал в монах, несмотря на то, что спустя несколько месяцев моны были окончательно отменены правительством Мэйдзи, их заменила иена. Стоимость новой иены составляла примерно 1000 старых монов, иена изначально делилась на тысячу ринов (яп. 厘 рин), эквивалентных монам.